# Proyectista
Un proyectista Es una especialidad o rama de ingeniería. Es aquella persona cuya profesión consiste básicamente en calcular, estimar costos, presupuestar y diseñar, construcciones de diversa naturaleza, ya sean proyectos artísticos, industriales o de cualquier otra índole. Posee conocimientos de cálculo superior.

## Ley de Ordenación de la Edificación de España
Según la Ley de Ordenación de la Edificación de España, el proyectista es uno de los agentes de la edificación contemplados. Es el agente que, por encargo del promotor y con sujeción a la normativa técnica y urbanística correspondiente, redacta el proyecto.
Podrán redactar proyectos parciales del proyecto, o partes que lo complementen, otros técnicos de forma coordinada con el autor de este. Cuando el proyecto se desarrolle o complete mediante proyectos parciales u otros documentos técnicos, cada proyectista asumirá la titularidad de su proyecto.
Según la Ley de Ordenación de la Edificación en España, son obligaciones del proyectista:
a) Estar en posesión de la titulación académica y profesional habilitante de arquitecto, arquitecto técnico, ingeniero o ingeniero técnico, según corresponda y cumpliendo las condiciones exigibles para el ejercicio de la profesión.
b) Redactar el proyecto con sujeción a la normativa vigente y a lo que se haya establecido en el contrato y entregarlo, con los visados que en su caso fueran preceptivos.
c) Acordar, en su caso, con el promotor la contatación de colaboraciones parciales.

## Formación Profesional (España)
En el BOE Real Decreto 690/2010 y BOE Real Decreto 386/2011 se definen las competencias profesionales de los títulos de Técnico Superior en Proyectos de Edificación y Técnico Superior en Proyectos de Obra Civil respectivamente. Entre otras, las relacionadas con el cargo de proyectista:
Técnico Superior en Proyectos de Edificación;
a) Elaborar la documentación gráfica de proyectos de edificación mediante la representación de los planos necesarios para la definición de los mismos, utilizando
aplicaciones informáticas de diseño asistido por ordenador.
b) Elaborar modelos, planos y presentaciones en 2D y 3D para facilitar la visualización y comprensión de proyectos de edificación.
c) Solicitar y comparar ofertas obteniendo la información destinada a suministradores, contratistas o subcontratistas evaluando y homogeneizando las recibidas.
d) Valorar proyectos y obras generando presupuestos conforme a la información de capítulos y partidas y/u ofertas recibidas.
e) Elaborar planes/ programas, realizando cálculos básicos de rendimientos, para permitir el control de la fase de redacción del proyecto, del proceso de contratación y de la
fase de ejecución de obras de edificación.

Técnico Superior en Proyectos de Obra Civil;
a) Elaborar la documentación gráfica de proyectos de obra civil y de ordenación del territorio, mediante la representación de los planos necesarios para la definición de los mismos, utilizando aplicaciones informáticas de diseño asistido por ordenador.
b) Elaborar modelos, planos y presentaciones en 2D y 3D para facilitar la visualización y comprensión de proyectos de obra civil.
c) Intervenir en la redacción de la documentación escrita de proyectos de obra civil y de ordenación del territorio, mediante la elaboración de memorias, pliegos de condiciones, mediciones, presupuestos y demás estudios requeridos (de seguridad, salud y medioambientales, entre otros), utilizando aplicaciones informáticas.
d) Elaborar planes/ programas, realizando cálculos básicos de rendimientos, para permitir el control de la fase de redacción del proyecto, del proceso de contratación y de la fase de ejecución de trabajos de obra civil.